# Helmingham
Helmingham is een civil parish in het bestuurlijke gebied Mid Suffolk, in het Engelse graafschap Suffolk.

## Geboren in  Helmingham
- Kenneth Mayhew (1917-2021), militair, Ridder in de Militaire Willems-Orde